# ディフェンス (小説)
『ディフェンス』（Defense、露: Защита Лужина）は、ロシア人亡命作家ウラジーミル・ナボコフによる3番目の長編小説である。ロシア語原題の『ザシチタ・ルージナ』（Защита Лужина）は「ルージン・ディフェンス」と同義で、主人公ルージンが考案したチェスの序盤戦術を意味する。
他人と関わることを苦手とするルージンが、チェスプレイヤーとしての才能を開花させるが、やがてチェスと人生を混同して破滅する姿が描かれる。ナボコフ自身はこの作品について、「私がロシア語で書いた全作品のうちで、『ディフェンス』は最も「温かさ」に満ちあふれた作品である」と述べている。

## プロット
本作は、希代のチェスプレイヤーだった、主人公アレクサンドル・イヴァノヴィチ・ルージンの少年時代からその死までをたどる。
ルージンは引っ込み思案で地味な少年で、「ルージン」の姓で新しく通う事になった学校でもクラスメイトよりからかいの対象になっている。彼はある日、作家である父親の開いたパーティにやってきたヴァイオリン弾きから、チェスというゲームの存在を教わる。つまらない学校をさぼっては、叔母の家をたずねてチェスの基礎を学びに行った。彼の腕はみるみるついに上達し、地方の大会に出場しては勝ち上がり、チェスプレイヤーとして名を知られるようになった。彼の才能は目を見張るものがあり、10年と経たないうちにグランドマスターのレベルに到達した。ルージンはその後もずっと世界有数のチェスプレイヤーの座にあったが、世界チャンピオンにだけはなれないでいた。リゾート地で開かれた、とあるトーナメントに出場していた彼は、若い女性（作中では最後まで名前が明かされない）と出会い、その興味を惹いた。チェスに没頭し、まともな会話も身だしなみもおぶつかないルージンだったが、すぐに彼女とロマンティックな関係を築き、ついにはルージンのほうから彼女へプロポーズをする。
彼の物語が暗転し始めるのは、イタリア出身のグランドマスター、トゥラチと対局してからである。彼との勝負の結果いかんで、世界チャンピオンが決まった。彼はトゥラチが使う奇抜な序盤戦術への「対抗策」（ディフェンス）を用意こそしていたが、トーナメントの最中からルージンの神経は異様に高ぶっていく。疲労困憊のなか何とか勝ち上がったルージンは、ついにトゥラチとの決勝を迎えた。しかしトゥラチがとった序盤戦術は予想外に常識的なもので、準備していた「対抗策」は使えなかった。終盤を前に差し掛けとなり続きは次の日に持ち越しとなったため、ルージンは会場を離れて町に出るが、その足取りは乱れ、すでに夢と現実の区別はつかなかった。ルージンは帰宅すると倒れてしまい、回復まで静養を迫られる。トゥラチとの対局は、そのまま彼の負けとなった。医者からチェスをやめることを勧められたこともあり、彼の周りからチェスを連想させるものはきれいになくなった。生活は落ち着き、ルージンは許嫁と結婚をする。
しかしコートの外套から古いチェス盤が見つかったり、たまたま観た映画にチェスを指す場面が登場するという偶然も手伝い、徐々に彼の思考にチェスが再び入り込んでくる。やがてルージンには、自分の人生がチェスの対局のように思えるようになった。そして、その対局の「指し手」は自分の過去から反復されているのだという考えにとりつかれる。彼は死に物狂いで自分を負けから救ってくれる「指し手」を探すが、彼の負けという筋書きはますます揺るがないように思われた。
プロのチェスプレイヤーとしての自分を育ててくれたヴァレンチノフと再会したルージンは、「ゲームを放棄する」ことが「唯一の出口」だと悟る。彼はアパートの上階にある自宅のバスルームに入ってドアを施錠し、窓を割ると、外へと身を乗り出した。ガラスが割れる音に驚いた妻と訪問客たちがドアを開けようとしながら、彼の名を叫ぶ。

## 出版史
『ザシチタ・ルージナ』は、V. シーリンの筆名で1929年から1930年にかけて、ロシア人の季刊誌『現代雑記』に連載された。その後間もなく、1930年に亡命者（エミグレ）の出版社スロヴォから単行本としてベルリンで出版された。マイケル・スキャメルによる英訳版『ディフェンス』が出版されるのは1964年である。この頃すでにナボコフは『ロリータ』（1955年）で成功をおさめ、作家としての地位を確立していた。

## 作品
ナボコフ研究の権威であるブライアン・ボイドは、『ディフェンス』をナボコフの「最初の傑作」と呼んでいる。単にこの小説が優れていただけでなく、『祖国雑記』という定評のある雑誌に掲載されたことで、彼の存在は批評家筋も無視できないものとなった。一方で、賞賛されつつもこの小説は「非ロシア的」だとも考えられていた。そこには19世紀のロシア文学には必ずあったような社会的・倫理的・精神的なテーマが欠けていたからである。
発表後しばらくは、この小説内に現れるパターンや意味の連想が主な研究対象だったが、2000年代にはいってこの小説が持つ形而上学的な側面に光があてられるようになった。
この小説はチェスに題材をとっているが、チェスと音楽の類似性もまた大きなテーマとなっている。象徴的なのは、例えばルージンがチェスを知るきっかけとなったヴァイオリニストの「一連の手筋〔コンビネーション〕がまるでメロディーみたいで」という台詞がそうだろう。その意味で、ナボコフが「まえがき」で紹介している、ルージンをチェスではなくヴァイオリン弾きにすることを提案した出版人を一蹴する逸話も（ナボコフの常套手段である）読者に対するミスリードだと言える。

### ロシア文学の伝統との関わり
『ディフェンス』はトルストイの『アンナ・カレーニン』とゴーゴリの『死せる魂』および『外套』を下敷きにしている。

### モデル
ルージンのモデルの1人に、ドイツ人チェスプレイヤーのクルト・フォン・バーデレーベン（1924年にベルリンで飛びおり自殺をしている）が挙げられることがある。ナボコフはベルリンではバーデレーベンの親戚から借りた部屋に住んでいた。

## 映像化
2000年に、マルレーン・ゴリス監督によって、『愛のエチュード』として映画化された。
ルージン役のジョン・タトゥーロやナターリア役のエミリー・ワトソンらは、対局シーンの撮影前にグランドマスターから指導を受けている。

## 日本語訳
- 『ディフェンス』若島正訳、河出文庫、2022年。ISBN 4309467555。
  - 元版：河出書房新社、1999年、新装版2008年 - 英語版から
- 『ルージン・ディフェンス』杉本一直訳、新潮社〈ナボコフ・コレクション3〉、2018年。ISBN 4105056085。- ロシア語原典から